# Stanovanjska soseska Poljane
Stanovanjska soseska Poljane se nahaja ob Povšetovi ulici v Ljubljani.
Samo sosesko sestavlja 10 samostojnih zgradb, ki so vse razporejene vzdolž osrednje dostavne poti. Ena zgradba (A1) je namenjena skupnih-poslovnim površinam, medtem ko je ostalih 9 namenjeno za stanovanja.
Soseska ima skupno podzemno garažno etažo za stanovalce, medtem ko se parkirišče za obiskovalce nahaja na robu soseske.